# Elecciones presidenciales de Serbia de diciembre de 2002
En el otoño de 2002, se celebraron dos veces elecciones fallidas para elegir al presidente de la República de Serbia. Estas serían las segundas elecciones, que se llevaron a cabo el 8 de diciembre de 2002. Como el 50% requerido de los votantes registrados tampoco se logró en estas elecciones, fueron declaradas nulas. Después de otro intento fallido en 2003, Serbia solo podría eligir al presidente en junio de 2004 (después de terminar el período de Milán Milutinović solo habría presidentes interinos en Serbia), después de que se cambiara la ley electoral y se eliminara el requisito de participación electoral superior al 50% de los votantes registrados.

## Resultados
| Candidato                 | Partido                     | Votos     | %      |
| ------------------------- | --------------------------- | --------- | ------ |
| Vojislav Koštunica        | Partido Democrático         | 1.699.098 | 57.66  |
| Vojislav Šešelj           | Partido Radical Serbio      | 1.063.296 | 36.08  |
| Borislav Pelević          | Partido de la Unidad Serbia | 103.926   | 3.53   |
| Votos nulos               | Votos nulos                 | 80.396    | 2.73   |
| Total                     | Total                       | 2.946.000 | 100.00 |
| Registrados/Participación | Registrados/Participación   | 6.525.760 | 45.16  |

Estas elecciones también se anularon porque la participación de la primera vuelta no alcanzó el requisito del 50%. Para cuando se llevaron a cabo las elecciones presidenciales serbias de 2004, este requisito se eliminó.